# سیارک ۱۱۸۹۴۵
سیارک ۱۱۸۹۴۵ (به انگلیسی: 118945 Rikhill، نامگذاری:2000WS68) صد و هجده هزار و نهصد و چهل و پنجمین سیارک کشف شده‌است که در ۲۹ نوامبر ۲۰۰۰ کشف شد.